# Rifeilanden van Oranjestad
De rifeilanden van Oranjestad liggen in de Paardenbaai vlak voor de westkust van Aruba ter hoogte van de hoofdstad Oranjestad. De rifeilanden bestaan uit zand- en koraaleilandjes op een ondergrond van een ondergedompeld rif, die na stormen en orkanen in grootte, vorm en substraat aanzienlijk kunnen variëren. Het gebied heeft een oppervlakte van 9 km² en wordt van de kustlijn gescheiden door een diepe vaargeul die langs het cruise- en vrachtschipterminal loopt.

De rifeilanden van Oranjestad zijn onderdeel van het Marine Park Aruba en hebben de status van zeereservaat. 

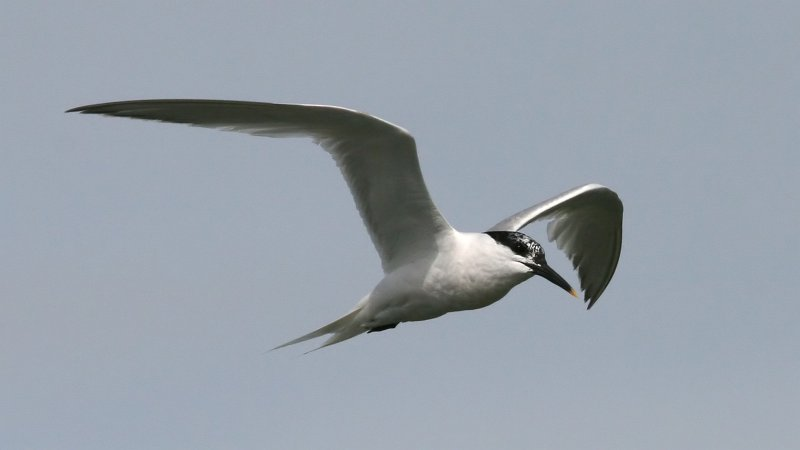
Grote sterns broeden op de rifeilanden

 Door BirdLife International is het gebied tevens aangewezen als Important Bird Area; in het bijzonder als broedplaats voor de grote stern en de visdief. Aan de zeezijde van de rifeilanden zijn grote aantallen schelpdieren te vinden.